# Lobke Loonen
Lobke Loonen (Heesch, 14 september 2002) is een Nederlands voetbalspeelster. Ze speelt als aanvaller voor FC Utrecht in de Vrouwen Eredivisie.

## Clubcarrière
In haar jeugdjaren speelde Loonen voor HVCH in Heesch en het talenteam CTO Eindhoven. In het seizoen 2019/20 speelde ze bij Jong PSV in de Talentencompetitie, en zat ze tweemaal voor het eerste team van PSV op de bank in de Eredivisie Vrouwen.
In 2020 trok Loonen naar België waar ze 2 seizoenen voor KAA Gent Ladies speelde in de Belgische Super League. In 2022 maakte Loonen de overstap naar ADO Den Haag. Loonen debuteerde voor de Hagenezen in een thuiswedstrijd tegen Telstar waarin ze gelijk trefzeker was.
Op 5 mei 2023 tekende Loonen een nieuwe verbintenis die haar tot 2024 aan de club uit de Hofstad verbonden houdt. Loonen verlengde haar aflopende verbintenis op 7 juni 2024 nogmaals met een jaar. Ondanks interesse van andere clubs bleef ze de club uit de Hofstad trouw. In de eerste drie wedstrijden van het seizoen 2024/25 kwam Loonen gelijk vijfmaal tot scoren. Hierna raakte ze echter geblesseerd en kwam ze in de eerste seizoenshelft niet meer in actie. In de tweede seizoenshelft keerde ze terug in een thuiswedstrijd tegen FC Utrecht.
Op 31 januari 2025 maakte Loonen per direct de overstap van ADO Den Haag naar competitiegenoot FC Utrecht. De club uit de Domstad betaalde een transfersom voor Loonen, waarmee ze de eerste speelster van de club was waarvoor een transfersom werd betaald. Loonen tekende een 1,5 jarig contract bij FC Utrecht.

## Statistieken
| Seizoen | Club            | Land      | Competitie         | Wedstrijden | Doelpunten |
| ------- | --------------- | --------- | ------------------ | ----------- | ---------- |
| 2019/20 | PSV             | Nederland | Vrouwen Eredivisie | -           | -          |
| 2020/21 | KAA Gent Ladies | België    | Super League       | 22          | 13         |
| 2021/22 | KAA Gent Ladies | België    | Super League       | 21          | 7          |
| 2022/22 | ADO Den Haag    | Nederland | Vrouwen Eredivisie | 15          | 5          |
| 2023/24 | ADO Den Haag    | Nederland | Vrouwen Eredivisie | 22          | 13         |
| 2024/25 | ADO Den Haag    | Nederland | Vrouwen Eredivisie | 5           | 5          |
| 2024/25 | FC Utrecht      | Nederland | Vrouwen Eredivisie | 0           | 0          |
| Totaal  | Totaal          | Totaal    | Totaal             | 85          | 42         |

Laatste update: 31 januari 2025

## Interlandcarrière
Loonen kwam uit voor Oranje O16, O17 en O19.
Op 29 november 2021 maakte Loonen haar debuut voor de Jong Oranje Leeuwinnen in een wedstrijd tegen Belgian Red Flames U23.

## Privé
Loonen studeerde Lichamelijke opvoeding en bewegingsleer aan de Universiteit Gent. Ze woonde samen met drie Nederlandse teamgenoten in Evergem.
Sinds 2022 studeert Loonen psychologie aan de Open Universiteit.
1 Bastiaen ·
2 Van der Most ·
3 Bormans ·
5 Visscher ·
6 Munsterman ·
7 Cobussen ·
8 Roosjen ·
9 Tromp ·
10 Snellenberg ·
11 De Jong ·
12 Piqué ·
15 Mahieu ·
16 Louwes ·
17 Kruize ·
18 Groenendijk ·
19 Loonen ·
20 De Keijzer ·
21 Paliama ·
22 Van der Zanden ·
23 Van Straten ·
27 Van Schoonhoven ·
28 Op den Kelder ·
32 De Heus ·
50 Koopman ·
Coach: Helbling
· Assistent-trainer: Schefczyk
· Keeperstrainer: El Amraoui